# Juan de Arespacochaga
Juan de Arespacochaga y de Felipe (Madrid, 27 de enero de 1920-Madrid, 1 de octubre de 1999) fue un ingeniero y político español, alcalde de Madrid entre 1976 y 1978.

## Biografía
Nació en Madrid, en el seno de una familia oriunda de Vizcaya. Era doctor ingeniero de Caminos, Canales y Puertos por la Escuela de Madrid.
En 1949 se incorporó a los Servicios Hidráulicos del Estado, donde dirigió las obras de la presa del Vado, en la provincia de Guadalajara, para el abastecimiento de agua a Madrid. En 1950 contrajo matrimonio con Marta Llopiz González, con la que tiene nueve hijos. Su libro Cartas a unos Capitanes era una especie de autobiografía destinada principalmente a sus nietos. En 1958 ya era jefe del gabinete de Estudios Hidráulicos del Ministerio de Obras Públicas.
Fue director general de Promoción del Turismo y presidente de la Empresa Nacional de Turismo. En 1976 fue nombrado alcalde de Madrid y elegido procurador en Cortes durante la X Legislatura de las Cortes Españolas (1971-1976), más tarde, fue senador por designación real.
Miembro del partido político Reforma Democrática, que se integró en la Federación de Alianza Popular, fue elegido senador por Madrid en la coalición AP-PDP en los comicios generales de 1982. Portavoz del Grupo Parlamentario Popular del Senado, en 1983 fue designado miembro de la delegación parlamentaria española en el Consejo Europeo. Presidente del consejo político de Alianza Popular, fue reelegido senador por Madrid en 1986.
En septiembre de 1988 elaboró un estudio en el que proponía la formación de una candidatura única entre el Centro Democrático y Social y AP para el Senado en varias provincias. Ese mismo mes hizo unas polémicas declaraciones en Chile a favor de la permanencia de Augusto Pinochet en el poder que le valieron duras críticas y la apertura de un expediente en Alianza Popular.
En 1990 se alejó de la actividad política. Cuatro años después hizo unas conflictivas declaraciones sobre la «artera imprecisión» que la democracia cristiana ejercía en el Partido Popular, lo que convertía al partido en «una formación falta de garra, dubitativa para establecer objetivos básicos». También publicó varios trabajos sobre desarrollo económico, transportes y turismo.

## Alcalde de Madrid
Fue nombrado alcalde de Madrid por el gobierno el 24 de septiembre de 1976. Dejó la alcaldía el 3 de marzo de 1978 para dar paso a José Luis Álvarez. 
Era ultraconservador, pero como gestor y primer edil fue eficaz e innovador.[cita requerida]  Durante su mandato se llevó a cabo el plan de mejora y acondicionamiento de los barrios periféricos, la terminación de los Jardines del Descubrimiento, así como las polémicas Torres de Colón de la plaza de Colón.
Fue, además, el primer alcalde que entabló contacto con los (incipientes) movimientos vecinales.[cita requerida] Recién salida de la década desarrollista y de la explosión urbanística de finales de los años 1960, la ciudad crecía y se estaba convirtiendo en una gran metrópoli. La capital de España superó, en aquella época, los tres millones de habitantes. 